# تب (فیلم ۲۰۱۵)
«تب» (انگلیسی: Fever (2015 film)) یک فیلم هندی محصول سال ۲۰۱۶ است.